# متنزه فيتيا تشيريفيتشكين للأطفال
متنزه فيتيا تشيريفيتشكين للأطفال (الروسية: Детский парк имени Вити Черевичкина) هي حديقة تقع في مدينة روستوف-نا-دونو بروسيا، في وسط المدينة بالقرب من سد نهر الدون. أُنشئت في عام 1880.

## تاريخ

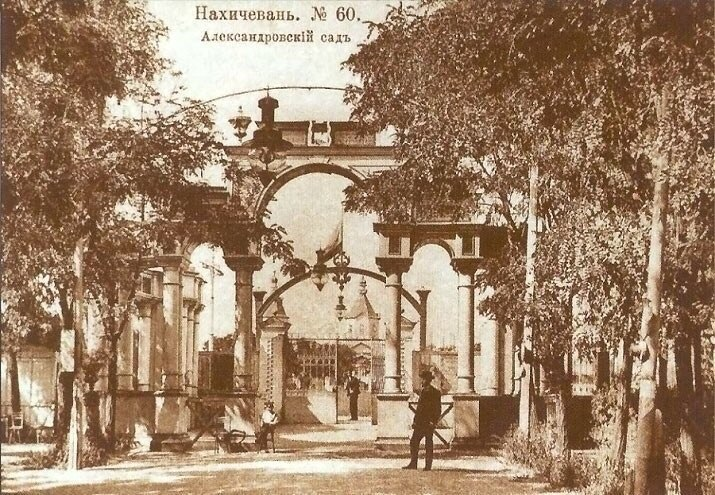
حديقة الكسندروفسكي في بداية القرن العشرين

تم إنشاء الحديقة في عام 1880 وكان يطلق عليها في البداية حديقة ألكساندروفسكي على شرف الذكرى 25 لحكم الإمبراطور ألكسندر الثاني. في عام 1894، تم تركيب عمود ألكسندر، وهو نسخة طولها 11 مترًا من عمود ألكساندر الذي يوجد في سانت بطرسبرغ. تم عرضه من قبل المهندس المعماري روستوف نيكولاي دورباتش. ويعتبر العمود أحد مواقع التراث الثقافي ذو الأهمية المحلية.
منذ عام 1965 أصبحت تحمل الحديقة اسم فيتيا تشيريفيتشكين (1925-1941)، وهو صبي من مدينة روستوف قُتل على يد النازيين خلال الحرب العالمية الثانية.
تعد الحديقة حاليًا حديقة الأطفال الوحيدة في روستوف أوبلاست بأكملها.
في عام 2000، بدعم من وزارة الثقافة في روستوف على الدون، أعيد بناء الحديقة، حيث تم تركيب ملاعب جديدة للأطفال، وتم تنفيذ مشروع إضاءة الحدائق وتم رصف طرقها بالبلاط.